# David M. Schneider
David Murray Schneider (Brooklyn, Nova York, 11 de novembre de 1918 - Santa Cruz, Califòrnia, 30 d'octubre de 1995) va ser un antropòleg cultural estatunidenc conegut principalment pels seus estudis sobre el parentiu i per ser defensor de l'antropologia simbòlica enfocada en l'antropologia cultural. Va rebre el seu B.S el 1940 i el M.S el 1941 de la Universitat de Cornell. Va rebre el seu PhD en Antropologia Social a Harvard el 1949, pels seus estudis de camp a l'illa de Yap, Micronèsia.
Després de graduar-se, va impartir classes a la Universitat de Califòrnia, Berkeley. El 1960, acceptà una plaça a la Universitat de Chicago, on passà gran part de la seva carrera, donant classes d'antropologia i en el Comitè de desenvolupament humà. Va ser president del consell d'administració d'Antropologia des de 1963 fins al 1966.

## Obra
- A Critique of the Study of Kinship
- American Kinship : A Cultural Account
- Matrilineal Kinship
- Personality in Nature, Society, and Culture
- Dialectics and Gender: Anthropological Approaches
- History of Public Welfare in New York State: 1867-1940
- The Micronesians of Yap and Their Depopulation (1949)
- 1995. Schneider on Schneider: The Conversion of the Jews and Other Anthropological Stories by David Schneider, as told to Richard Handler. Ed. Richard Handler. Durham, N.C.: Duke University Press.
- 1997. "The Power of Culture: Notes on Some Aspects of Gay and Lesbian Kinship in America Today." Cultural Anthropology 12 (2): 270-74.